# 이사노츠키봉

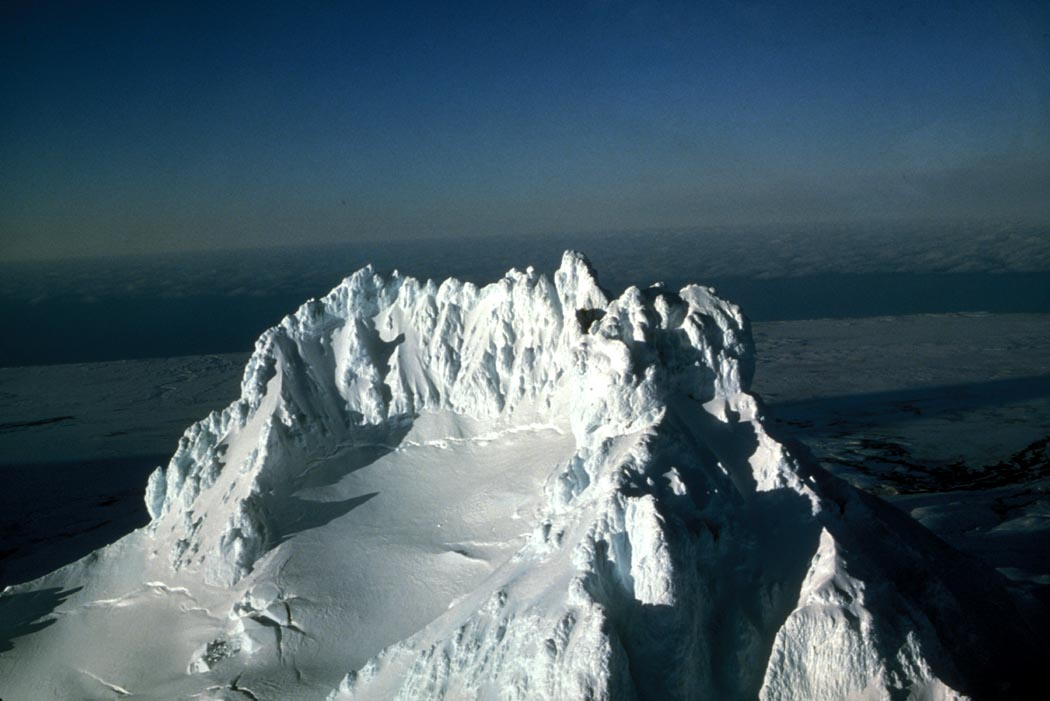
이사노츠키봉

이사노츠키봉(영어: Isanotski Peaks)은 미국 알래스카주의 알류샨 열도에 위치해 있는 얇은 눈덮힌 성층 화산으로, 활화산이다. 높이는 2,471m이고 알류샨 열도 최동단에 위치한다.